# Bolboceras davatchii
Bolboceras davatchii is een keversoort uit de familie mesttorren (Geotrupidae). De wetenschappelijke naam van de soort werd in 1973 gepubliceerd door Baraud.